# Čchen Čao-pchi
Čchen Čao Pchi (* 8. dubna 1893, vesnice Čchen-ťia-kou, provincie Che-nan, Čína – 30. prosince 1972, Čína) byl mistr bojového umění tchaj-ťi čchüan – příslušník 18. generace potomků rodiny Čchen z vesnice Čchen-ťia-kou. 

## Stručný životopis
Mistr Čchen Čao Pchi učil umění tchaj-ťi čchüan po celý svůj život. V roce 1928 odešel (na základě pozvání) do Pekingu aby tam jako první (mimo vesnici Čchen-ťia-kou) učil umění tchaj-ťi čchüan. To odhalilo podstatu Čchen stylu tchaj-ťi čchüan široké veřejnosti a ukončilo spory okolo jeho původu.
V roce 1930 byl pozván, aby vyučoval v Nankingu. Po roce 1958, po návratu do vesnice Čchen-ťia-kou, za extrémně obtížných podmínek mistr Čchen Čao-pchi kultivoval novou (19.) generaci. Čtveřice jeho žáků později získala věhlas a popularitu nejen v Číně, ale i za jejími hranicemi. Jsou nazýváni Čtyři Buddhovi bojovníci (s’ ta ťin) a jsou také někdy označovaní za čtyři tygry z Čchen-ťia-kou. Jedná se o mistry 19. generace tchaj-ťi stylu rodiny Čchen a jsou to tito muži:
- Ču Tchien-cchaj[3](* 1944);[4]
- Čchen Siao-wang (* 1945);[4]
- Čchen Čeng-lej[3][4] (* 1949) a
- Wang Sien[3] (* 1944).[7][4][5][6]

To oni jsou formálními hlavami klanu Čchen a jsou nezpochybnitelnými představiteli tohoto stylu bojového umění. Bojovému umění tchaj-ťi čchüan se věnovali od útlého dětství; všichni mají svoji školu, kterou vedou buď sami nebo jim pomáhá některý z jejich potomků; většina z nich jezdí po světě, kde šíří bojové umění tchaj-ťi čchüan. 
V roce 1960 získal Čchen Čao-pchi na „národním kongresu bojového umění“ („national martial art convention“) titul Grand Taiji Master (velmistr tchaj-ťi). Do historie bojového umění Čchen tchaj-ťi čchüan se zapsal jako mistr a osobnost vysokých morálních kvalit, který pokračoval ve výuce tradičního umění tchaj-ťi čchüan i navzdory pronásledování během čínské kulturní revoluce.

## Podrobný životopis

### Mládí a studium
V mládí, jak mu velela rodinná tradice, studoval Čchen Čao-pchi bojové umění tchaj-ťi čchüan a to nejprve od svého otce Čchen Teng-kche (Chen Deng-ke) (17. generace). Po jeho smrti pokračoval ve studiu se svými příbuznými, kterými byli:
- Čchen Jen-si (Chen Yan Xi) (* 1848 - 1929) (16. generace) (Čchen Jen-si byl otec mistra Čchen Fa-kche) a s
- Čchen Fa-kche (17. generace) (1887–1957).[2]

Později také studoval teorii tchaj-ťi čchüan pod vedením Čchen Sina (Chen Xin) a Čchen Pchin-sana (Chen Pin San) (16. generace). Za mlada cvičil tchaj-ťi čchüan intenzivně (až 30 sestav denně) a to bez ohledu na chladné nebo horké počasí, které jej od cvičení neodradilo.

### Sedm let v provinciích
Když mu bylo 21 let (v roce 1914) opustil vesnici Čchen-ťia-kou a cestoval do provincie Kan-su (na severozápadě Číny) a do provincie Che-pej (na východě Číny) a vyučoval zde tchaj-ťi čchüan. Po sedmi letech (v roce 1921) se vrátil zpět do vesnice Čchen-ťia-kou a zastával zde funkci trenéra pro Společnost bojových umění okresu Wen („Wen County Martial Arts Society“).

### V Pekingu
V roce 1928 byl pozván do Pekingu aby učil tchaj-ťi čchüan Jüe Jou-šenem (Yue You-shen) – vedoucím lékárny „Tchung Žen Tchang“. Čchen Čao-pchi učil na radnici a na univerzitách Čchao-jang a Jü-wen. Celkem učil v sedmnácti různých organizacích, které jej zvaly, aby učil jejich členy.

### V Nankingu
V roce 1930 jej pozval primátor města Nankingu  a tak Čchen Čao-pchi odešel do Nankingu. Čchen Čao-pchi ale nechtěl opustit své pekingské studenty a tak jim navrhl, aby pozvali jeho strýce Čchen Fa-kchea (17. generace) (1887–1957) aby jej v Pekingu zastoupil. V Nankingu Čchen Čao-pchi (na pozici komunálního mistra tchaj-ťi) vyučoval na radnici, v „Čínské zámořské asociaci“ („Overseas Chinese Association“) a v „Národním sdružení pro energetiku a zásobování“ („National Power-Supply Industry Association“). Současně pracoval jako čestný trenér „Ústředního institutu pro bojová umění“ („Central Martial Arts Institute“).

Čchen Čao Pchi – tři postoje
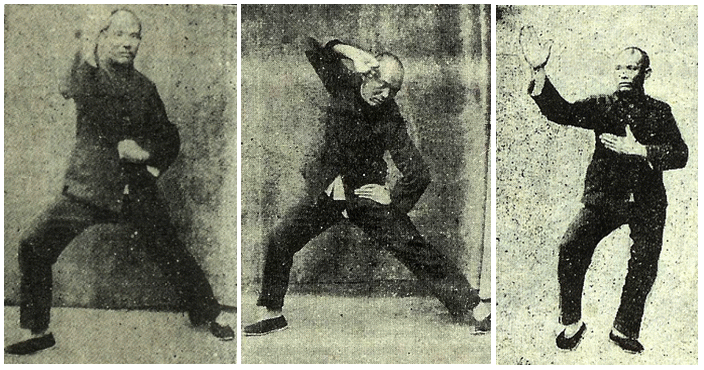

### Za druhé světové války
I přes chaos druhé světové války vyučoval Čchen Čao-pchi po celé Číně. V roce 1942 odešel do města Si-an - hlavního města čínské provincie Šen-si - na pozvání předsedy Čang Chan-jinga (Zhang Han Ying). Ten předsedal „Agentuře hydroelektrárny Žluté řeky“ („Yellow River Hydro-Power Electric Agency“). Po válce (v níž vyhrálo Japonsko) doprovázel Čchen Čao-pchi agenturu (jednatelství) do města Kchaj-feng  a tam se také v roce 1946 přestěhoval a učil tam. Poté, co bylo město Kchaj-feng v roce 1948 osvobozeno, byl Čchen Čao-pchi stár již 55 let ale jeho snaha učit tchaj-ťi čchüan byla silnější než kdykoliv předtím. Dařilo se mu spojit pravidelnou práci s výukou tchaj-ťi čchüan.

### Zpátky v Chenjiagou
V roce 1958 odešel Čchen Čao-pchi do důchodu a vrátil se domů do vesnice Čchen-ťia-kou aby tam učil. V březnu 1958 se zúčastnil „setkání bojových umění“ („Martial Arts Meet“) v provincii Che-nan a umístil se v disciplíně tchaj-ťi čchüan na prvním místě. V roce 1960 se zúčastnil „setkání národních bojových sportů“ („National Martial Arts Meet“), kde byl označen jako „Famous Taijiquan Expert“ (slavný odborník na tchaj-ťi čchüan, velmistr tchaj-ti). V roce 1964 byl zvolen za člena „Národní asociace wu-šu“ („National Wushu Association“).
V roce 1958, když odešel do důchodu, byl stár 65 let. Byl hluboce odhodlán vrátit se do Čchen-ťia-kou, vést tam vesnický spartánský styl života, usadit se tam a předat umění tchaj-ťi čchüan další (tj. 19.) generaci. Poté, co se vrátil do Čchen-ťia-kou, založil na vlastní náklady ve svém domě školu s výukou tchaj-ťi čchüan. Současně také založil výcvikovou třídu v hlavním městě okresu Wen). Tady vyučoval členy vlády, zaměstnance hornické školy a „koučoval“ učitele a studenty. Ale tato renesance bojového umění netrvala dlouho.

### Kulturní revoluce
Když byl Čchen Čao-pchi ve věku 73 let, propukla v Číně v roce 1966 tzv. Velká proletářská kulturní revoluce. Původně zamýšleným účelem měla být modernizace čínské společnosti, ale ve skutečnosti kulturní revoluce přivodila smrt stovkám tisíců lidí, kteří se stali oběťmi vraždění tzv. Rudých gard, rozvrat ekonomiky, všeobecný chaos a obrovské ztráty na kulturním dědictví Číny. Všemi respektovaný a vážený mistr Čchen Čao-pchi byl pranýřován, vystaven ponížení a pokořování. Chrám v Čchen-ťia-kou byl srovnán se zemí, umění tchaj-ťi čchüan bylo ve své kolébce zavrženo a označeno za dekadentní relikt minulosti. Navzdory těmto překážkám se několik jeho věrných žáků (byl mezi nimi i Čchen Čeng-lej) scházelo po nocích aby studovali tajně tchaj-ťi čchüan. Čchen Čao-pchi tak demonstrativně dokazoval, že se nebojí pronásledování a statečně pokračoval ve výuce. Při této příležitosti složil následující verše:
Téměř osmdesát let vyučuji Tchaj-ťi bez ohledu na to, zda cesta vpřed je dobrá nebo špatná. Navzdory kvílení větru i přes liják a mnoho potíží. Jsem rád, že vidím další generaci následovníků, kteří zaplňují moji domovskou vesnici.
Čchen Čao Pchi, volný překlad veršů z čínštiny, 

### Nová éra wu-šu
V roce 1969 skončilo nejhorší období čínské Kulturní revoluce, ale její vliv však i nadál trval prakticky až do Mao Ce-tungovy smrti v roce 1976. Přesto došlo již v roce 1972 k zásadnímu obratu v přístupu čínské vlády k bojovým uměním. Výkony herce, mistra a popularizátora bojových umění Bruce Lee navodily silnou vlnu všeobecného zájmu o čínská bojová umění. Bruce Lee přenesl téma hrdinského čínského kungfu boje na novou úroveň „skutečných“ soubojů. Nastal „návrat ke kořenům“ - hledání starých čínských mistrů. Od roku 1972 se tak začala psát nová éra wu-šu v Číně, když čínská vláda (pod tlakem okolností) dala oficiální podnět k organizovanému cvičení wu-šu na všech úrovních.

### Přehlídka wu-shu 1972
Mistr Čchen Čao-pchi dostal povolení k tréninku skupiny svých studentů z Čchen-ťia-kou pro nadcházející září roku 1972, kdy se za asistence mistra Ču Tchien-cchaje měla konat přehlídka wu-šu. K přehlídce byla vybrána provincie Che-nan a městský okres Teng-feng – místo, kde se nachází klášter Šao-lin. Mistrovi studenti byli na přehlídce wu-šu oceněni řádem zásluh za vynikající výkon. Mistr Čchen Čao-pchi se tak na sklonku svého života dožil svého snu - předat štafetu bojového umění svým žákům.

### Podzim roku 1972
V září roku 1972 Čchen Čao-pchi (ve věku 79 let) ukončil svoji účast na přehlídce wu-šu a zůstal v městě Čeng-čou asi tak dvacet dní. Poté, co nadšenci tchaj-ťi čchüan slyšeli tuto zprávu, přicházeli jeden po druhém s žádostí, aby je naučil metodám tchaj-ťi čchüanu. Mistr byl pln elánu a se zápalem učil svoje milované bojové umění. Celý den bez přestání ukazoval tchaj-ťi čchüan pohyby až se jeho rodina obávala, že se tím příliš vyčerpá a že z toho zeslábne. Rodina se jej snažila v té době mnohokrát od jeho výuky odradit, ale marně - jeho nadšení bylo větší než cokoliv jiného. Mistr měl vždy odpověď:
V uplynulých několika letech jsem trpěl osobními útoky a pronásledováním a vyučoval jsem tajně. Teď, když vláda učení povolila a je tolik horlivých zájemců o studium tchaj-ťi čchüan, jak bych mohl neučit a ignorovat takovouto příležitost?
Čchen Čao-pchi, volný překlad z čínštiny, 

### Konec roku 1972
Ale do vesnice Čchen-ťia-kou se Čchen Čao-pchi dlouho nevracel. Byl přijat do krajské nemocnice s hepatitidou (zánětem jater) ale rychle se zotavil a byl propuštěn. Když opouštěl nemocnici jeho ošetřující lékař jej varoval, že v takto vysokém věku musí věnovat více času odpočinku a že by zatím neměl učit. Pokud by se u něj zánět jater opět objevil nebudou již lékaři pro něj moci nic udělat. Ale Čchen Čao-pchi v učení nemohl přestat. Dne 27. prosince 1972 u něj hepatitida opět propukla a byl přijat znovu do krajské nemocnice. Zemřel 30. prosince roku 1972 ve věku 79 let.

## Publikační činnost
Čchen Čao-pchi publikoval několik děl o problematice tchaj-ťi čchüan, ve kterých snadno srozumitelným jazykem osvětlil původní principy a důkladně popsal aspekty celé této problematiky. Takový počin byl v historii tohoto bojového umění poměrně vzácný a Čchen Čao-pchi tak významně přispěl k rozšíření stylu Čchen tchaj-ťi čchüan:
- „Chenshi Taijiquan Hui Zong“ (Kompendium stylu Čchen tchaj-ťi čchüan) (Příručka stylu Čchen tchaj-ťi čchüan) – publikováno v roce 1935[2]
- „Taijiquan Ru Men“ (Úvod do Tchaj-ťi čchüan) (Průvodce pro začátečníky) – publikováno v roce 1935[2]
- „Chenshi Taijiquan Ru Men Tujie“ (Tchajwanská edice předchozí knihy z roku 1935)[2]
- „Taijiquan Yin Meng“ (Ilustrovaný průvodce Čchen tchaj-ťi čchüan) – publikováno v roce 1962[2]
- „Chenshi Taijiquan Lilun Shisan Pian“ (13 kapitol o teorii tchaj-ťi čchüan) – nepublikovaný rukopis dokončený v roce 1972[2]